# Közönséges mókuscickány
A közönséges mókuscickány vagy tupaja (Tupaia glis) az emlősök (Mammalia) osztályának a mókuscickányok (Scandentia) rendjébe, ezen belül a mókuscickányfélék (Tupaiidae) családjába tartozó faj.
Dél-Amerika felső kréta időszaki kőzeteiben megőrződött egy Purgatoriusnak elnevezett ősemlős csontmaradványa, ami nagy mértékben hasonlít a mókuscickányra. A mókuscickány a főemlősök kezdeti formáját testesíti meg, az emberi evolúció szempontjából fontos élő kövület.

## Előfordulása
A mókuscickány-fajok közül a tupaja elterjedési területe a legnagyobb. Ez a faj Észak-India, Délkelet-Kína és Indonézia esőerdeiben él.

## Megjelenése
A mókuscickány fej-törzs-hossza 13-18 centiméter, farka nagyjából ugyanekkora és testtömege 80-150 gramm. A szőrzete rövidebb, mint más mókuscickány-fajoknál; többnyire sötét zöldesbarna, egybeolvad az erdő színeivel. Az állat hosszú bozontos farkával egyensúlyoz, amikor ágról ágra ugrál. Talpán nem található szőr, gumiszerű talppárnái megakadályozzák, hogy megcsússzon az ágon. Hosszú, mozgatható lábujjai és éles karmai szintén a jobb kapaszkodást szolgálják. Pofája hegyesen végződik, oldalán rövid fehér bajusz található. Az állat orrával kutatja fel táplálékát a fák lombjai között vagy az erdő talaján, a korhadt fákon. Szemei, elég fent helyezkednek el a fején, így körkörös látása van.

## Életmódja
A tupaja nappal aktív; párban vagy kisebb csoportban él a fákon és a talajon. Tápláléka rovarok, lárvák, giliszták; alkalmanként kisebb emlősök és hüllők; gyümölcsök és bogyók. Fogságban körülbelül 12 évig él.

## Szaporodása
Az ivarérettséget 2 hónapos korban éri el. A párzási időszak egész évben tart. A vemhesség 45-55 napig tart, ennek végén 1-3, általában 2 utód jön a világra. A nőstény csak 48 óránként szoptatja kicsinyeit, és 6 hét után képes egy másik almot megszülni. Az elválasztás egy hónap után következik be.